# Corte d'appello di Bari

Territorio del distretto di corte d'appello di Bari

Il distretto della Corte d'appello di Bari è formato dai circondari dei 3 Tribunali ordinari di Bari, Foggia e Trani. Costituisce una delle due Corti d'appello nel territorio della regione Puglia.

## Storia
Le sedi degli organi giudiziari in Puglia sono state oggetto di numerose contese, soprattutto tra Bari e Trani.
Nel periodo napoleonico fu istituito il primo Tribunale d'appello in territorio pugliese (1808), con sede ad Altamura, con nome poi mutato in Corte d'appello nel 1809.
Con la Restaurazione e la nascita del Regno delle Due Sicilie, nel 1817 si stabilirono come sedi dei Tribunali civili e delle Gran Corti criminali Lucera, Lecce e Trani; la Gran Corte civile (giudice d'appello) fu fissata a Trani.
Nel 1861, con l’unità d’Italia, furono istituiti i tribunali di Bari, Lecce, Lucera, Taranto e Trani, per i quali era competente in secondo grado la Corte d'appello di Trani.
La Corte d'appello fu spostata a Bari nel 1923, con competenza sui Tribunali di Bari, Foggia, Lecce, Taranto e Trani.
Nel 1930 fu istituita la sezione distaccata di Lecce, divenuta autonoma nel 1947.
Nel 1938 fu istituito il Tribunale di Lucera

## Competenza territoriale civile e penale degli uffici del distretto
Le circoscrizioni territoriali sono aggiornate al testo della legge 27 febbraio 2015, n. 11.

### Territorio
- Bari
- Barletta-Andria-Trani
- Foggia

## Tribunale di Bari

### Giudice di pace di Altamura
Altamura

### Giudice di pace di Bari
Acquaviva delle Fonti, Adelfia, Bari, Binetto, Bitetto, Bitonto, Bitritto, Capurso, Casamassima, Cassano delle Murge, Cellamare, Conversano, Gioia del Colle, Giovinazzo, Grumo Appula, Modugno, Mola di Bari, Noicattaro, Palo del Colle, Rutigliano, Sammichele di Bari, Sannicandro di Bari, Santeramo in Colle, Toritto, Triggiano, Valenzano

### Giudice di pace di Gravina in Puglia
Gravina in Puglia, Poggiorsini

### Giudice di pace di Monopoli
Monopoli, Polignano a Mare

### Giudice di pace di Putignano
Alberobello, Castellana Grotte, Locorotondo, Noci, Putignano, Turi

## Tribunale di Foggia

### Giudice di pace di Cerignola
Cerignola

### Giudice di pace di Foggia
Accadia, Anzano di Puglia, Ascoli Satriano, Bovino, Candela, Carapelle, Castelluccio dei Sauri, Deliceto, Foggia, Monteleone di Puglia, Ordona, Orsara di Puglia, Orta Nova, Panni, Rocchetta Sant'Antonio, Sant'Agata di Puglia, Stornara, Stornarella, Vieste

### Giudice di pace di Lucera
Alberona, Apricena, Biccari, Carlantino, Casalnuovo Monterotaro, Casalvecchio di Puglia, Castelluccio Valmaggiore, Castelnuovo della Daunia, Celenza Valfortore, Celle di San Vito, Chieuti, Faeto, Lesina, Lucera, Motta Montecorvino, Pietramontecorvino, Poggio Imperiale, Roseto Valfortore, San Marco la Catola, San Nicandro Garganico, San Paolo di Civitate, Serracapriola, Torremaggiore, Troia, Volturara Appula, Volturino

### Giudice di pace di Manfredonia
Isole Tremiti, Manfredonia, Mattinata, Monte Sant'Angelo, Zapponeta

### Giudice di pace di Rodi Garganico[10]
Cagnano Varano, Carpino, Ischitella, Peschici, Rodi Garganico, Vico del Gargano

### Giudice di pace di San Giovanni Rotondo[11]
Rignano Garganico, San Giovanni Rotondo, San Marco in Lamis

### Giudice di pace di San Severo
San Severo

### Giudice di pace di Trinitapoli
Margherita di Savoia, San Ferdinando di Puglia, Trinitapoli

## Tribunale di Trani

### Giudice di pace di Andria
Andria

### Giudice di pace di Barletta
Barletta

### Giudice di pace di Bisceglie
Bisceglie

### Giudice di pace di Canosa di Puglia
Canosa di Puglia

### Giudice di pace di Corato[12]
Corato

### Giudice di pace di Trani
Minervino Murge, Molfetta, Ruvo di Puglia, Spinazzola, Terlizzi, Trani

## Altri organi giurisdizionali competenti per i comuni del distretto

### Sezioni specializzate
- Corti d’assise di Bari, Trani e Foggia
- Corte d'assise d'appello di Bari
- Sezioni specializzate in materia di impresa presso il Tribunale e la Corte d'appello di Bari
- Tribunale regionale delle acque pubbliche di Napoli
- Sezione specializzata in materia di immigrazione, protezione internazionale e libera circolazione dei cittadini dell'Unione europea presso il Tribunale di Bari

### Giustizia minorile
- Tribunale per i minorenni di Bari[13]
- Corte d'appello di Bari, sezione minorenni

### Sorveglianza
- Uffici di sorveglianza di Bari e Foggia
- Tribunale di sorveglianza di Bari

### Giustizia tributaria
- Commissione tributaria provinciale (CTP): Bari e Foggia
- Commissione tributaria regionale (CTR) Puglia (Bari); sezione staccata a Foggia

### Giustizia militare
- Tribunale militare di Napoli
- Corte d’appello militare di Roma

### Giustizia contabile
- Corte dei Conti: Sezione Giurisdizionale per la regione Puglia; Sezione regionale di controllo per la Puglia, Procura regionale presso la sezione giurisdizionale per la regione Puglia (Bari)

### Giustizia amministrativa
- Tribunale Amministrativo Regionale per la Puglia (Bari)[14]

### Usi civici
- Commissariato per la liquidazione degli usi civici della Puglia, con sede a Bari